# The Red Shoes (Album)
The Red Shoes ist das siebente Studioalbum der englischen Sängerin und Komponistin Kate Bush. Es erschien im November 1993 mit zwölf Stücken und stellte gleichzeitig die musikalische Begleitung zu Bushs Filmdebüt The Line, The Cross and the Curve dar. The Red Shoes sollte Kate Bushs letztes Album vor einer zwölfjährigen musikalischen Pause werden, die erst im Herbst 2005 mit dem Nachfolgealbum Aerial beendet wurde.

## Produktion
Das Album wurde von Kate Bush geschrieben und produziert. Zu den zahlreichen Gastmusikern gehören unter anderem Prince, der frühere Procol-Harum-Keyboarder Gary Brooker sowie Eric Clapton. Auf dem Stück Moments of Pleasure sind Streicherarrangements von Michael Kamen enthalten.
Auf mehreren Titeln des Albums wird Gesang von der bulgarischen Band Trio Bulgarka beigesteuert, die bereits auf dem 1989 erschienenen The Sensual World Bush gesanglich unterstützten.
Bereits kurz nach Erscheinen des Albums 1993 war Kate Bush nicht mehr mit dem Ergebnis der Aufnahmen zufrieden, insbesondere nicht mit dem Produktionsklang von The Red Shoes. Ähnliches gilt für das Album The Sensual World, was Bush dazu bewog, ausgewählte Titel von beiden Alben im Jahr 2011 neu arrangiert, bearbeitet und teilweise neu eingespielt auf der Produktion Director’s Cut ein zweites Mal zu veröffentlichen.

## Titelliste
1. Rubberband Girl – 4:42
2. And So Is Love – 4:21
3. Eat the Music – 5:08
4. Moments of Pleasure – 6:32
5. The Song of Solomon – 4:27
6. Lily – 3:51
7. The Red Shoes – 4:00
8. Top of the City – 4:14
9. Constellation of the Heart – 4:46
10. Big Stripey Lie – 3:32
11. Why Should I Love You? – 5:00
12. You’re the One – 5:52

## Rezeption
The Red Shoes wurde von der Kritik wenig positiv aufgenommen und zuweilen als Kate Bushs schlechteste Studioproduktion bezeichnet. Wohlwollende Kritiken betonen, dass The Red Shoes weniger ein schlechtes Album sei, als vielmehr im Vergleich zu den restlichen Werken der Sängerin in der Qualität abfallen würde. In Band 1 seiner Buchreihe Rock vergibt das Magazin eclipsed für das Werk die vorletzte Kategorie Verlegenheitskauf. Das Album landet in der Gesamtschau aller Kate-Bush-Alben in dieser Publikation auf Platz zehn, dem letzten Platz.

## Kommerzieller Erfolg

### Chartplatzierungen
In England erreichte The Red Shoes den zweiten Platz der Albumcharts und wurde mit Platin ausgezeichnet. In den US-amerikanischen Albumcharts Billboard 200 gelang die Höchstplatzierung 28, in Deutschland Rang 18 laut Media Control.
| ChartsChartplatzierungen       | Höchstplatzierung | Wochen |
| ------------------------------ | ----------------- | ------ |
| Deutschland (GfK)              | 18 (10 Wo.)       | 10     |
| Österreich (Ö3)                | 34 (4 Wo.)        | 4      |
| Schweiz (IFPI)                 | 26 (5 Wo.)        | 5      |
| Vereinigte Staaten (Billboard) | 28 (14 Wo.)       | 14     |
| Vereinigtes Königreich (OCC)   | 2 (19 Wo.)        | 19     |

### Auszeichnungen für Musikverkäufe
| Land/Region                  | Auszeichnungen für Musikverkäufe (Land/Region, Auszeichnung, Verkäufe) | Verkäufe |
| ---------------------------- | ---------------------------------------------------------------------- | -------- |
| Kanada (MC)                  | Gold                                                                   | 50.000   |
| Vereinigtes Königreich (BPI) | Platin                                                                 | 300.000  |
| Insgesamt                    | 1× Gold · 1× Platin ·                                                  | 350.000  |